# Новогригоровка (Каменской район)
Новогриго́ровка (укр. Новогригорівка) — село,
Першотравенский сельский совет,
Верхнеднепровский район,
Днепропетровская область,
Украина.
Код КОАТУУ — 1221087502. Население по переписи 2001 года составляло 177 человек.

## Географическое положение
Село Новогригоровка находится на правом берегу реки Самоткань,
выше по течению на расстоянии в 1 км расположено село Матюченково,
ниже по течению на расстоянии в 0,5 км расположено село Перше Травня,
на противоположном берегу — село Авксёновка.

## История
- XIX век — дата основания под названием Солдатские Хуторы.